# MacPorts
MacPorts原名DarwinPorts是一个软件包管理系统，可用于简化macOS和Darwin操作系统内软件的安装。它是一个用来简化自由软件/开放源代码软件的安装的自由/开放源代码项目，与Fink和BSD类系统的Ports的目标和功能类似。2002年，DarwinPorts作为OpenDarwin项目的一部分启动，参与者包括一些苹果公司的员工，如兰德勒·富勒、凯文·冯·维克滕和乔丹·哈伯德等。
MacPorts使得用户可以在终端中通过“sudo port install 软件包名”的方法来安装很多软件。MacPorts会自动处理软件包依赖、软件包下载和编译的问题。用户可以通过“sudo port upgrade outdated”来升级已安装的软件。
2005年4月28日，项目发布了1.0版本。2005年12月，项目达到一个里程碑，包含了3000个Port套件（软件包） 。2010年8月，MacPorts的1.9.1版本支持超过7000个软件包。截止到2013年3月，MacPorts的2.1.3版已有超过16,500个软件包。
MacPorts目前托管在Mac OS Forge上面。这是一个由苹果公司创建和维护的第三方项目的开源托管服务。
MacPorts支持通用二进制，同时支持基于PowerPC和Intel处理器的Mac OS X系统。不过系统从PowerPC迁移到Intel时仍然需要重新安装所有Port套件。
MacPorts有一个图形界面版本的程序，名为Pallet，作为2009年Google Summer of Code项目而启动。